# Koponen (del av en sjö i Finland)
Koponen är en del av sjön Lentua i Finland.   Den ligger i landskapet Kajanaland, i den centrala delen av landet, 500 km nordost om huvudstaden Helsingfors. Koponen ligger 163 meter över havet.